# RV & AV Excelsior in het seizoen 1957/58
Het seizoen 1957/1958 was het vierde jaar in het bestaan van de Rotterdamse betaaldvoetbalclub Excelsior. De club kwam uit in de Eerste divisie A en eindigde daarin op de achtste plaats. Tevens deed de club mee aan het toernooi om de KNVB Beker, hierin werd in de vierde ronde verloren van Volendam (0–4).

## Wedstrijdstatistieken

### Eerste divisie A
|       | AGOVV | Alkmaar '54 | D.F.C. | DWS   | EDO   | De Graafschap | Helmond | HVC   | RBC   | Roda Sport | SVV   | Vitesse | Volendam | VSV   | Willem II |
| ----- | ----- | ----------- | ------ | ----- | ----- | ------------- | ------- | ----- | ----- | ---------- | ----- | ------- | -------- | ----- | --------- |
| Thuis | 1 – 0 | 1 – 1       | 1 – 4  | 3 – 1 | 1 – 0 | 3 – 1         | 2 – 1   | 3 – 0 | 1 – 0 | 2 – 1      | 1 – 2 | 3 – 0   | 0 – 1    | 4 – 1 | 1 – 2     |
| Uit   | 2 – 3 | 0 – 0       | 2 – 0  | 2 – 2 | 0 – 0 | 3 – 3         | 1 – 1   | 0 – 1 | 4 – 0 | 2 – 1      | 1 – 0 | 4 – 3   | 4 – 1    | 0 – 1 | 2 – 3     |

### KNVB beker
| 1e ronde                                               | De Musschen                                       | 0 – 8 (0 – 3) | Excelsior         |
| 26 december 1957 Plaats: Rotterdam DEHMusschen-terrein |                                                   |               | Onbekend          |
| 2e ronde                                               | Excelsior                                         | 1 – 0 (0 – 0) | ONA               |
| 16 februari 1958 Plaats: Rotterdam Woudestein          | Piet Slui 47'                                     |               |                   |
| 3e ronde                                               | SHS                                               | 0 – 2 (0 – 2) | Excelsior         |
| 21 mei 1958 Plaats: Den Haag Houtrust                  |                                                   |               | –', 66' Piet Slui |
| 4e ronde                                               | Volendam                                          | 4 – 0 (2 – 0) | Excelsior         |
| 7 juni 1958 Plaats: Volendam Julianaweg                | Harmen Veerman 9', 19' Dick Tol 47' Ben Steur 62' |               |                   |

## Statistieken Excelsior 1957/1958

### Eindstand Excelsior in de Nederlandse Eerste divisie A 1957 / 1958
| Stand | Gespeeld | Gewonnen | Gelijk | Verloren | Punten | Doelpunten voor | Doelpunten tegen |
| ----- | -------- | -------- | ------ | -------- | ------ | --------------- | ---------------- |
| 8e    | 30       | 14       | 6      | 10       | 34     | 46              | 42               |

### Topscorers
| #      | Naam                | Goal |
| ------ | ------------------- | ---- |
| 1.     | Piet Slui           | 18   |
| 2.     | Ben Damen           | 7    |
| 3.     | Louis Corpeleijn    | 5    |
| 4.     | Adriaan Verhulst    | 3    |
| 5.     | Peter Oorschot      | 3    |
| 6.     | Lo Dörr             | 2    |
| 6.     | Rik van Veldhuizen  | 2    |
| 8.     | Jan Nijman          | 1    |
| 8.     | Ben van Oort        | 1    |
| 8.     | Dick van den Polder | 1    |
| 8.     | Jan Slavenburg      | 1    |
| 8.     | De Vink             | 1    |
| Totaal | Totaal              | 46   |

| #                    | Naam                         | Goal |
| -------------------- | ---------------------------- | ---- |
| 1.                   | Piet Slui                    | 3    |
| Onbekende doelpunten |                              |      |
| –                    | Onbekend (tegen De Musschen) | 8    |
| Totaal               | Totaal                       | 11   |